# 小田原城址公園
小田原城址公園（おだわらじょうしこうえん）は、神奈川県小田原市城内に位置する都市公園（総合公園）である。小田原城の本丸及び1960年（昭和35年）に復興された天守閣を中心として整備されている。城址公園の大部分は、国の指定史跡の区域となっている。日本さくら名所100選に選定されている。

## 概要
公園内には、小田原城歴史見聞館、動物園、遊園地、小田原市立図書館、小田原市郷土文化館などの観光施設がある。また梅、桜、藤、花菖蒲、アジサイ、ハスなど四季の植物が植えられている。NPO法人小田原ガイド協会では、ガイドボランティアが小田原城や周辺の名所・旧跡を無料で案内するサービスを行っている（要予約）。
1960年（昭和35年）に天守閣の復興工事が行われ、その後、常盤木門、銅門、馬出門が復元された。かつて、小田原城の堀に架かっていた隅櫓橋（すみやぐらはし）は、馬出門の復元工事のため2006年（平成18年）5月に撤去された。
一方、小田原城址には1960年代には遊園地や野球場、市役所、学校などがあったが、1970年（昭和45年）に文化庁から「城に関係ない施設は撤去すべき」と求められ、以後数十年をかけこれらの施設の移転が進められた。
2014年（平成26年）、公園内に併設されていた美術館「小田原城ミューゼ」が閉館した。

## 小田原動物園
小田原動物園は「お城の動物園」として知られ、1950年に市制10周年を記念した「こども文化博覧会」の会場を残す形で開園した。動物園ではタイから来園したインドゾウのウメ子やニホンザルが飼育された。
最盛期の1988年にはツキノワグマやワニ、インドクジャクなど70種332匹が飼育されていた。しかし、城域が史跡であることや城域の復元や保存が進められていることを受け、閉園に向け動物の譲渡等が進められた。動物達は他の動物園や新設された小田原こどもの森公園わんぱくらんどなどに移された。またインドゾウのウメ子も2009年9月17日に亡くなった。
10年以上にわたりサル舎だけになっていたが、2023年12月にサル舎に残るニホンザル7匹が東筑波ユートピア（茨城県石岡市）に引き取られることになり、その後サル舎も撤去されることとなった。2023年12月14日閉園。

## 公園内施設

### 小田原市郷土文化館

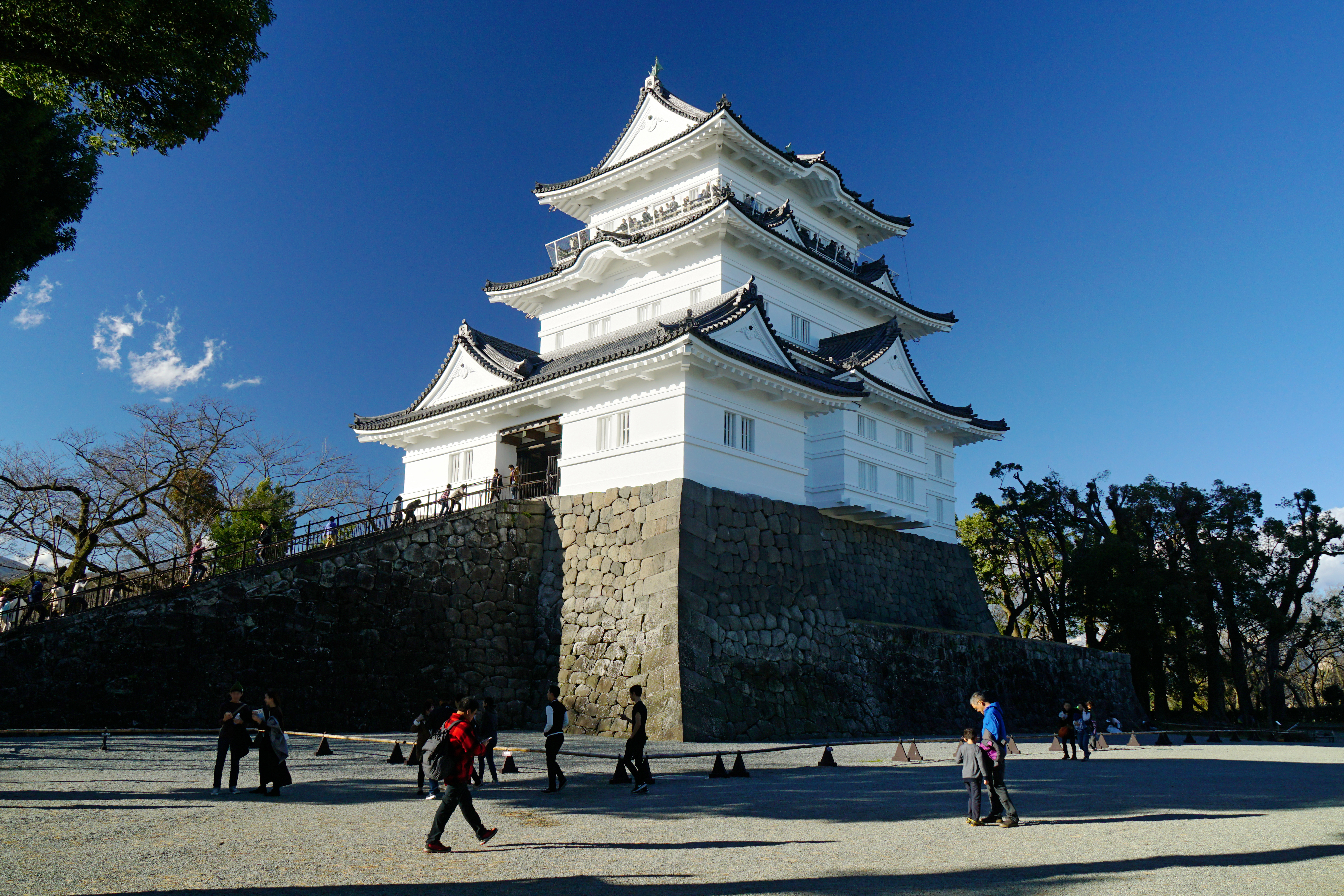
小田原城天守閣
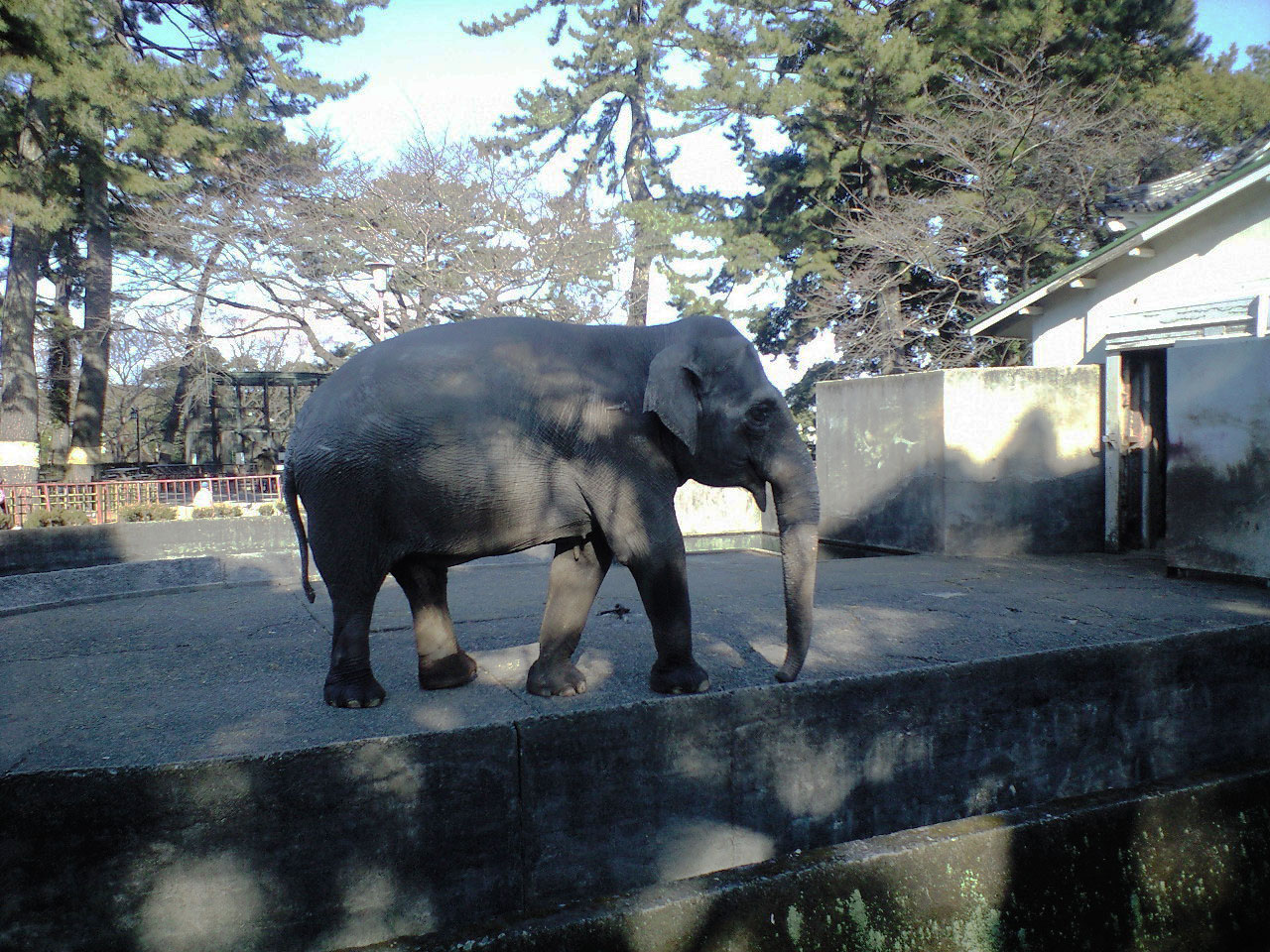
小田原動物園（インドゾウのウメ子）（2008年2月1日撮影）
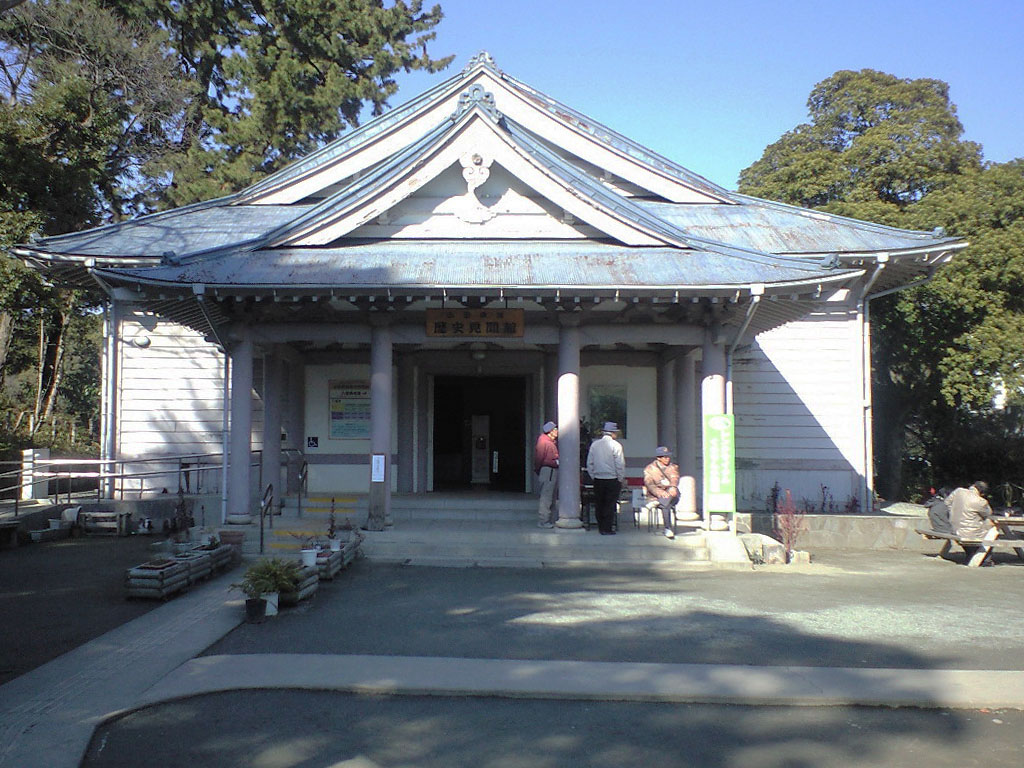
小田原城歴史見聞館
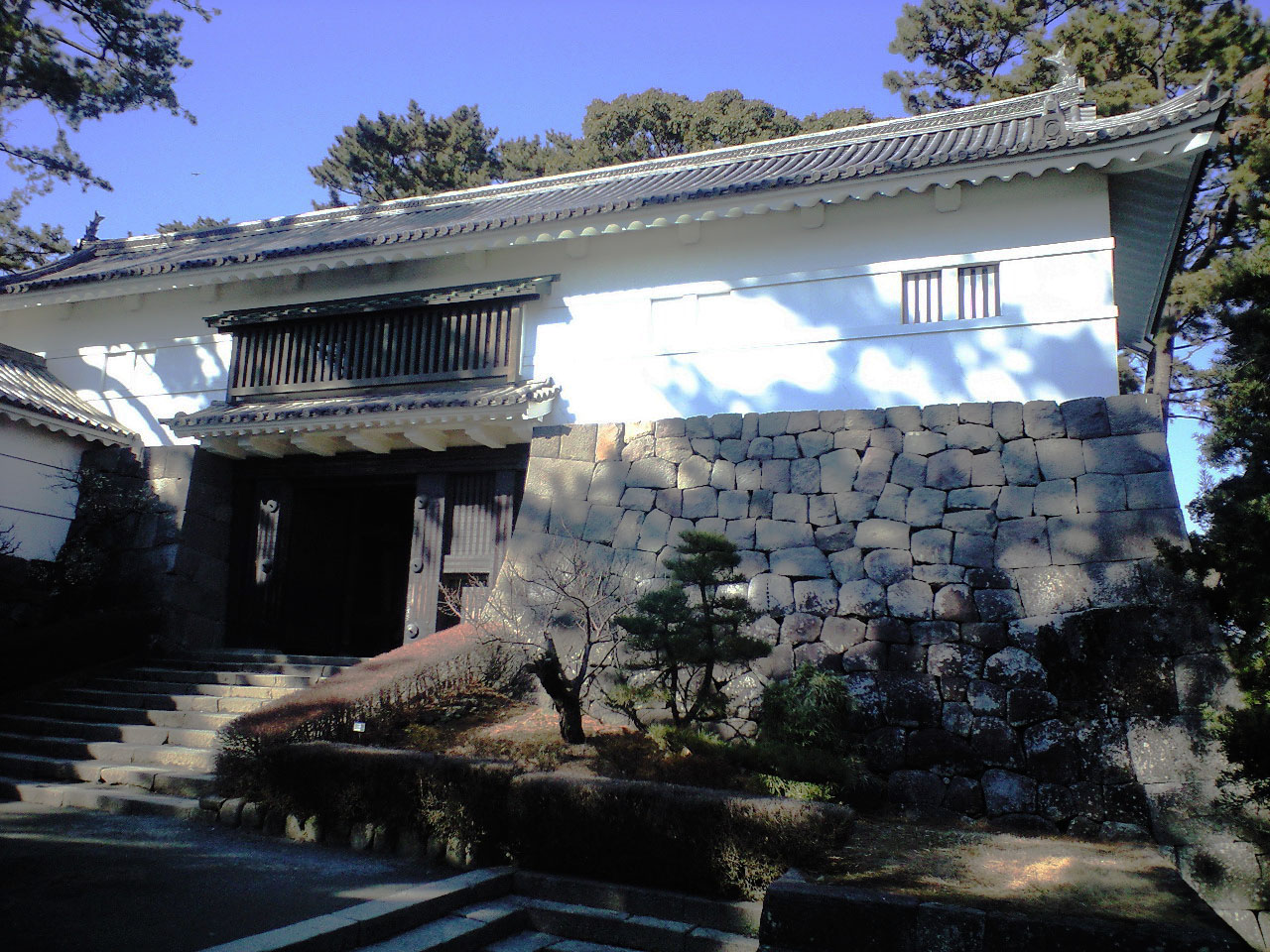
常磐木門
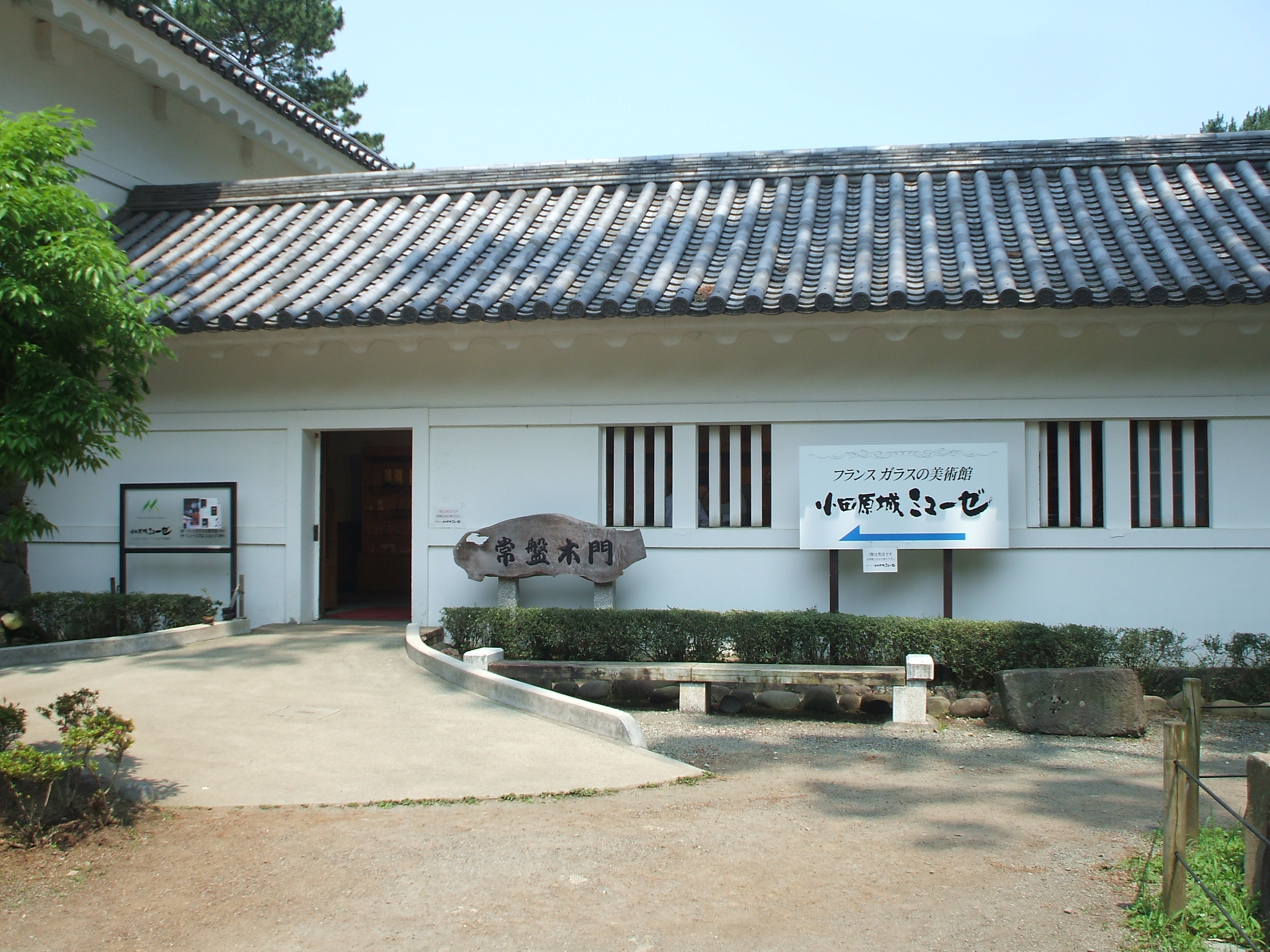
小田原城ミューゼ
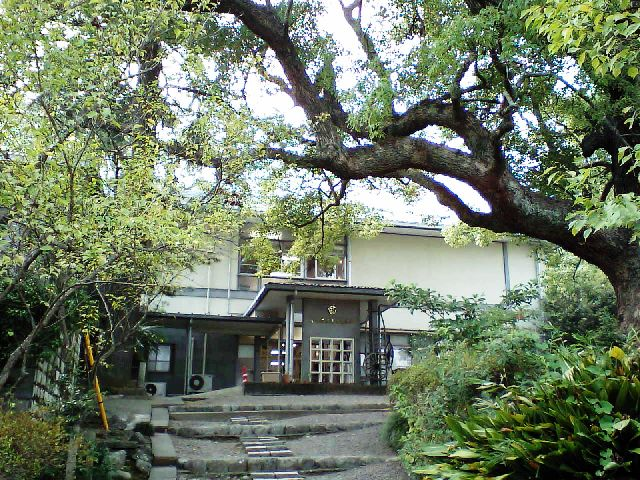
小田原市郷土文化館
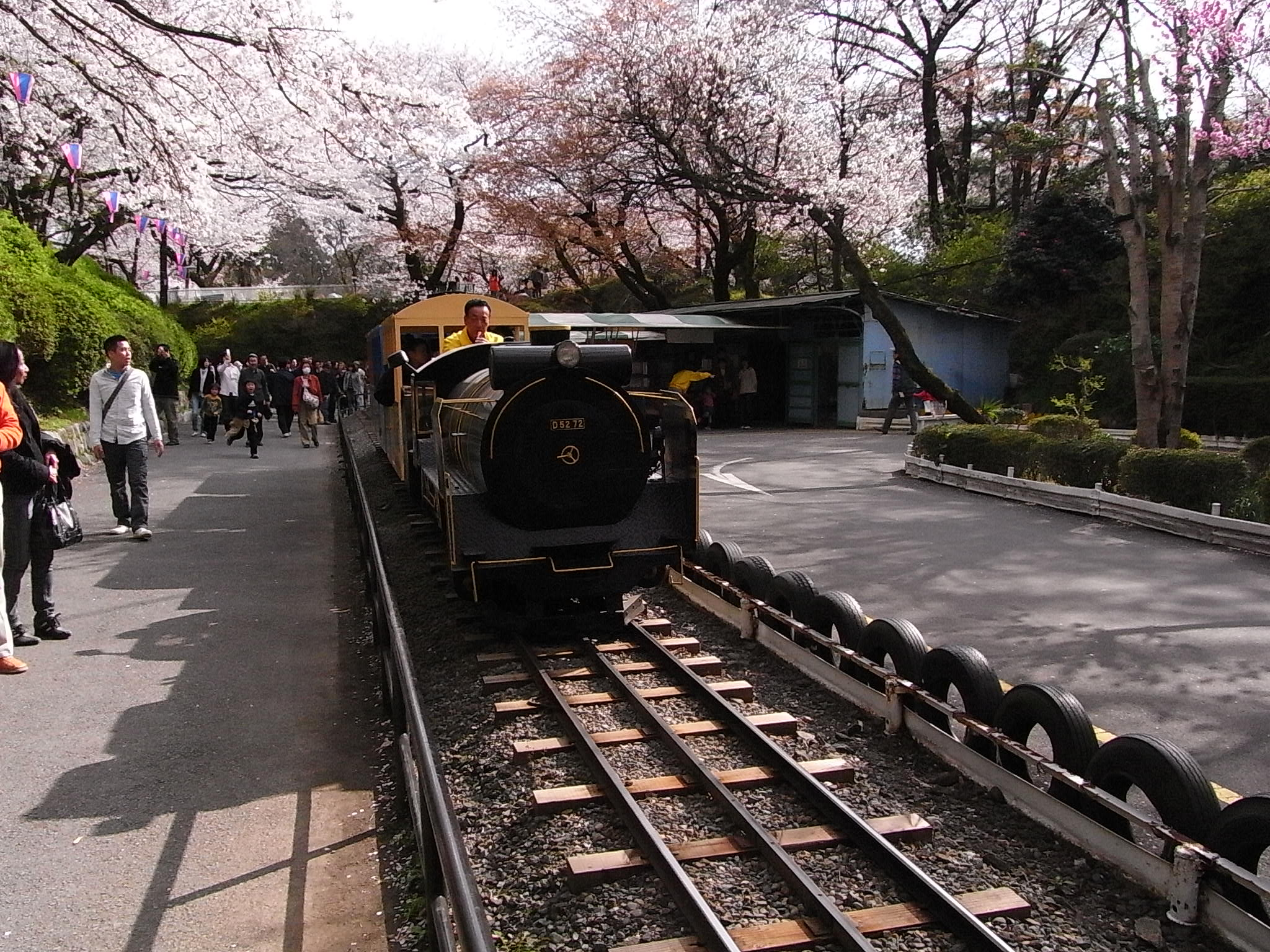
遊園地の豆汽車（2009年4月4日撮影）
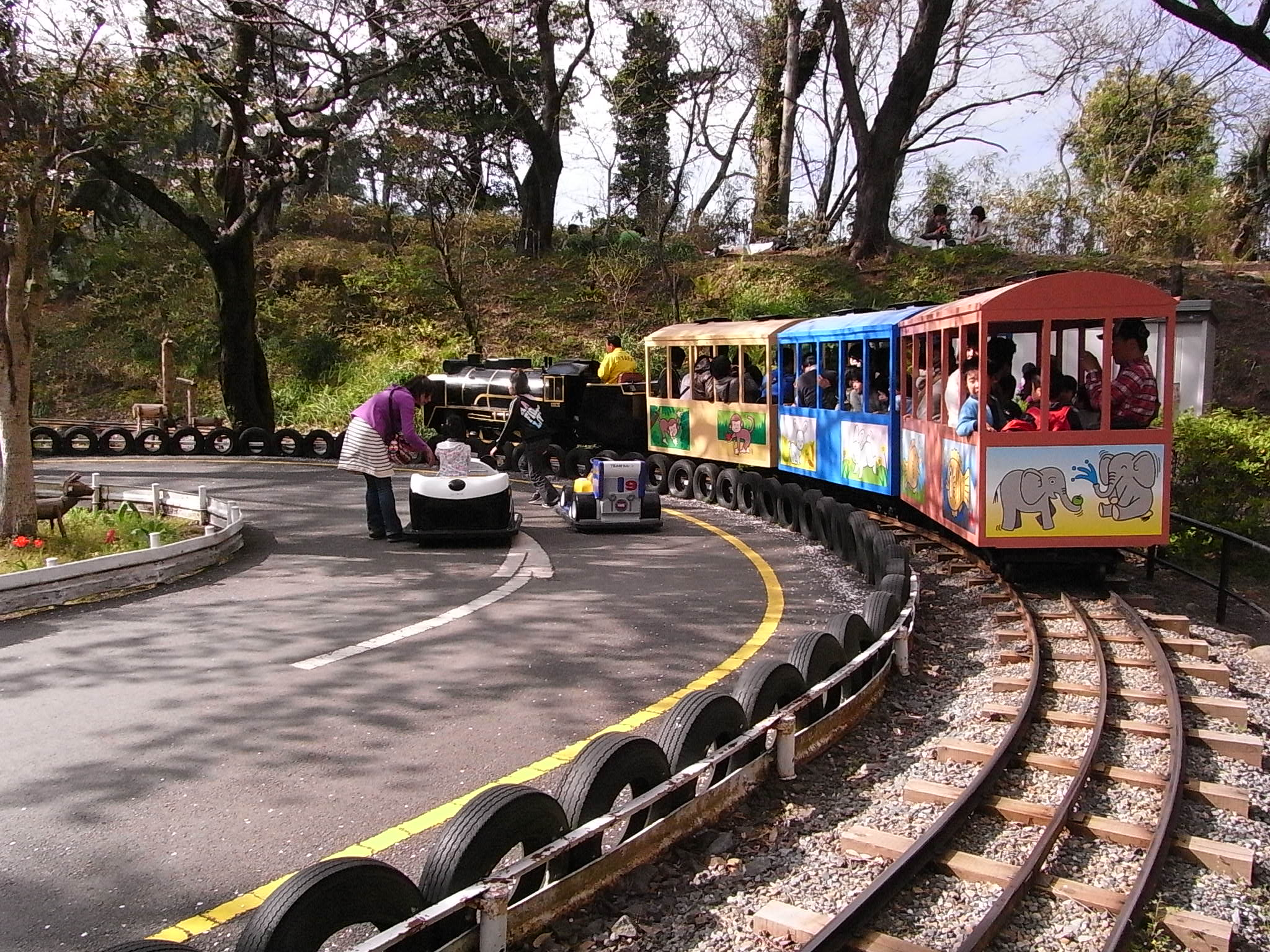
遊園地の豆汽車（2009年4月4日撮影）

## 主な行事
- 梅まつり（2月上旬～下旬）
- 桜まつり（4月上旬）
- 小田原北条五代まつり（5月3日）
- 小田原城あじさい花菖蒲まつり(6上旬～7月初旬)
- 小田原ちょうちん夏まつり（7月下旬）
- 小田原城薪能（9月下旬）
- 小田原城菊花展（11月3日～15日）
- この他、小田原おでんサミット（3月または4月）、小田原おでんまつり（10月）なども開かれている。

## 交通アクセス
- 小田原駅より徒歩10分